# Musée national Grão Vasco
Le musée national Grão Vasco est situé dans le centre historique de Viseu, au Portugal, dans l'ancien palais épiscopal de Viseu du XVIe siècle, à côté de la Sé de Viseu,.
Il est classé monument national depuis 1924 .

## Description
Sa fondation, qui eut lieu en 1916, est due à Francisco de Almeida Moreira, qui en fut le premier directeur. Les peintures de Vasco Fernandes (Grão Vasco) et d'autres artistes de l'école de Viseu sont appréciées pour leur naturalisme et leurs paysages. Le traitement de l'éclairage révèle une influence flamande.
Le troisième étage du musée expose des chefs-d'œuvre qui ornaient autrefois le retable de la cathédrale. Les plus remarquables sont un monumental Saint Pierre, une Adoration des mages et une série de 14 panneaux représentant la vie du Christ. Certains des panneaux restants seraient l'œuvre d'autres artistes de l'école de Viseu. Parmi les autres chefs-d'œuvre figurent des œuvres de Gaspar Vaz (pt), grand rival de Grão Vasco, dont une Cène. Les étages inférieurs exposent des œuvres d'artistes portugais des XIXe siècle et XXe siècle, dont Columbano Bordalo Pinheiro.
Le musée abrite un célèbre portrait, peint par l'artiste de Viseu José de Almeida Furtado (pt), d'Eugénia Cândida da Fonseca da Silva Mendes (pt), 1re baronne da Silva. Il se distingue par son réalisme, car il représente cette illustre dame énergique à l'abondante pilosité faciale, justifiant le surnom de la Barbue que lui ont donné ses adversaires politiques.

## Galerie

Jésus dans la maison de Marthe et Marie (Grão Vasco)
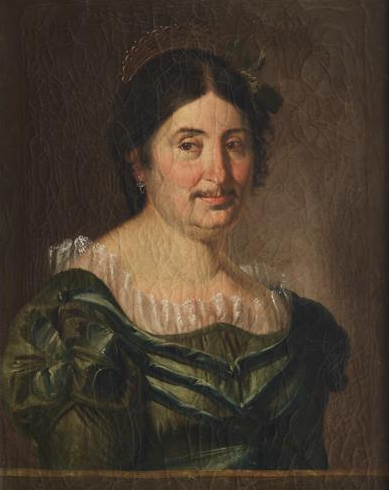
Eugénia Cândida da Fonseca da Silva Mendes